# Честър (окръг, Пенсилвания)
Вижте пояснителната страница за други значения на Честър.
Окръг Честър (на английски: Chester County) е окръг в щата Пенсилвания, Съединени американски щати. Площта му е 1968 km², а населението - 519 293 души (2017). Административен център е град Западен Честър.